# Iglesia de Santa Maria del Presidio
La Iglesia de Santa Maria del Presidio es un antiguo edificio de culto católico, hoy desconsagrado, ubicado en la ciudad de Nápoles, Italia. Está localizada en Via Pasquale Scura, en los Barrios Españoles. Popularmente es conocida como chiesa delle Pentite (iglesia de las Arrepentidas).

## Historia
Fue fundada en 1647 por el sacerdote Antonio Pironti, quien adquirió un edificio y lo adaptó a hospicio para albergar a alrededor de cuarenta prostitutas que, tras sobrevivir a la erupción del Vesubio de 1631, decidieron convertirse.
El edificio fue renovado en 1661, gracias a la contribución de los hermanos Andrea y Mattia Pironti, siendo el primero sacerdote y el segundo abogado, cuyos sepulcros de mármol se encuentran en la iglesia.
La iglesia fue completamente destruida por los bombardeos de 1943, durante la Segunda Guerra Mundial. Actualmente, la iglesia es desconsagrada y las únicas obras artísticas que quedan son los dos sepulcros citados.